# Błękitny Karbunkuł
Błękitny Karbunkuł (ang. The Blue Carbuncle, tytuł org. The Adventure of the Blue Carbuncle) – jedna z przygód Sherlocka Holmesa i doktora Johna Watsona. Opowiadanie kryminalne autorstwa Arthura Conana Doyle’a. Opublikowane w styczniu 1892 w The Strand Magazine, następnie w książce Przygody Sherlocka Holmesa w tym samym roku. Ilustrował Sidney Paget. Inny tytuł Błękitny rubin.
Przygoda dzieje się w okresie świąt Bożego Narodzenia. Znajomy Sherlocka Holmesa posłaniec Peterson jest świadkiem nocnej awantury. Wkracza, aby pomóc biednej ofierze – pijanemu starcowi, napastowanemu przez chuliganów. Jednak ten, po nieumyślnym wybiciu szyby w sklepie, ucieka pozostawiając na ulicy podniszczony kapelusz i dorodną gęś. Peterson bez wahania zabiera te rzeczy do Holmesa. Sherlock dedukuje z kapelusza cechy właściciela, a gęś oddaje Petersonowi. Wkrótce w gęsi znaleziony zostaje błękitny karbunkuł skradziony w hotelu bogatej hrabinie Morcar. Hrabina załamana kradzieżą zawiadomiła policję, która aresztowała wykonującego naprawy w apartamencie ślusarza Hornera podejrzanego (bezpodstawnie, jak się okazało) o kradzież klejnotu.
Holmes postanawia znaleźć właściciela nakrycia głowy. Daje w tym celu ogłoszenie do gazet. Z karteczki na łapce gęsi wynika, że nazwisko poszkodowanego brzmi Henry Baker. Zawracając mu kapelusz i upewniając się, że Baker nie wie o bezcennej zawartości gęsi, detektyw oferuje nową gęś na miejsce zjedzonej i ustala, skąd pochodziła ta pierwsza. Wraz z Watsonem udaje się na wskazane targowisko i po nitce do kłębka dociera do sprawcy kradzieży.
Ekranizacje:
- 1968 w serialu BBC (odtwórca roli Holmesa Peter Cushing)[1]
- 1984 w serialu Granada TV (jako Holmes Jeremy Brett)[2]